# Morgan McCammon
Morgan McCammon (né le 20 septembre 1922 à Montréal au Québec et mort le 20 novembre 1999) est un avocat et un homme d'affaires canadien. Il a été président des Canadiens de Montréal de 1979 à 1982. Il a succédé à Jacques Courtois et a été remplacé par Ronald Corey.
McCammon a étudié à l'Université McGill en 1940. Il n'a pas complété son éducation mais a joint l'armée canadienne et a combattu durant la Seconde Guerre mondiale. Après la guerre, il a continué son éducation et a reçu son diplôme en droit en 1949. Il a travaillé quatre ans comme avocat avec la firme Brais-Campbell avant de joindre Steinberg's en 1953. Il a rejoint les brasseries Molson en 1958 pour éventuellement en devenir le président.